# 토이 스토리 호텔
토이 스토리 호텔(중국어: 玩具总动员酒店, 영어: Toy Story Hotel)은 중국 상하이 시 상하이 디즈니 리조트 내에 있는 호텔 중 하나이다. 디즈니의 영화 시리즈 《토이 스토리》를 테마로 하고 있다. 이 호텔은 《토이 스토리》를 주제로 한 첫번째 호텔로, 호텔 내에 《토이 스토리》 관련된 대형 조각품이 많다.

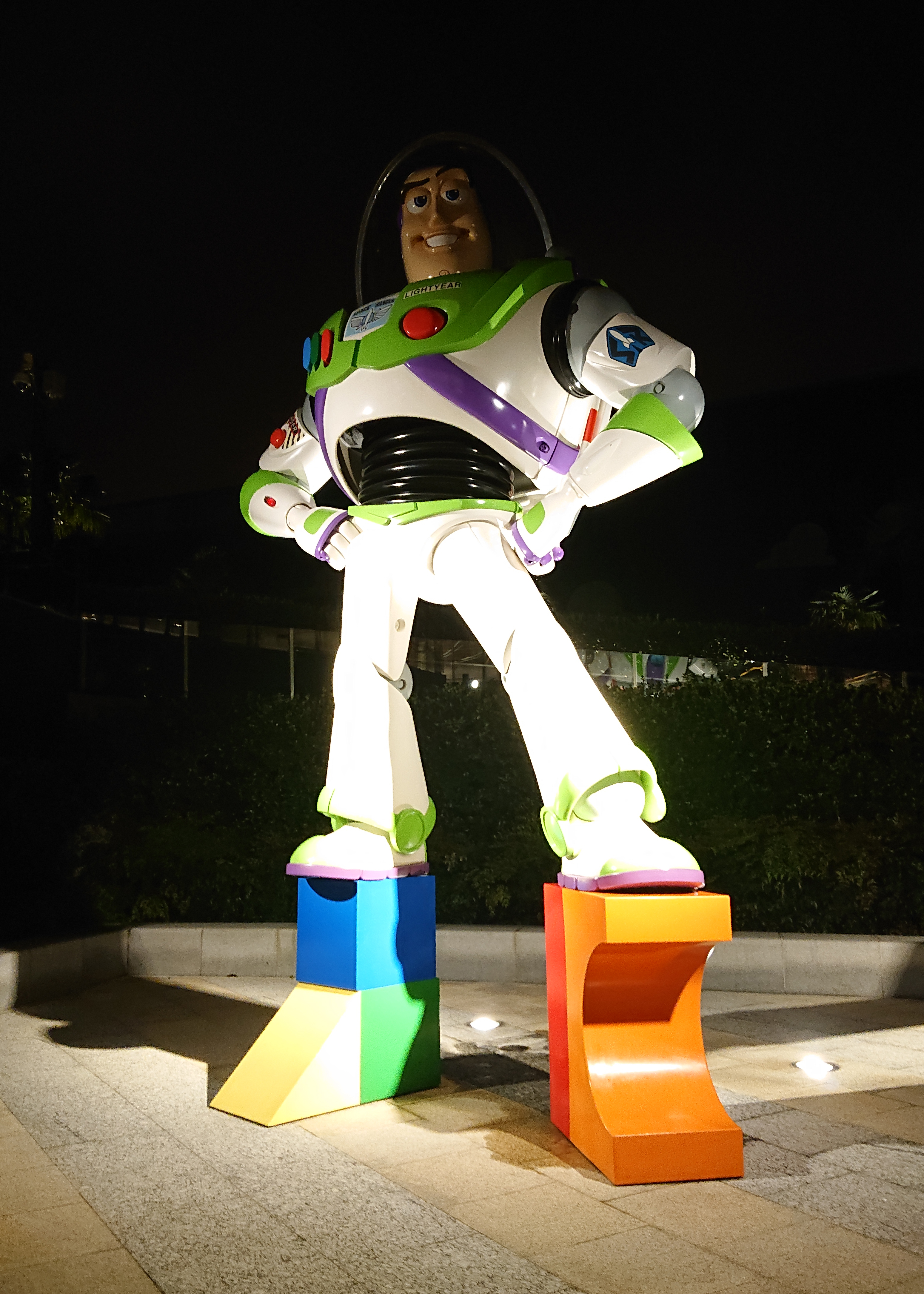
상하이 토이 스토리 호텔 버즈 라이트이어 동상

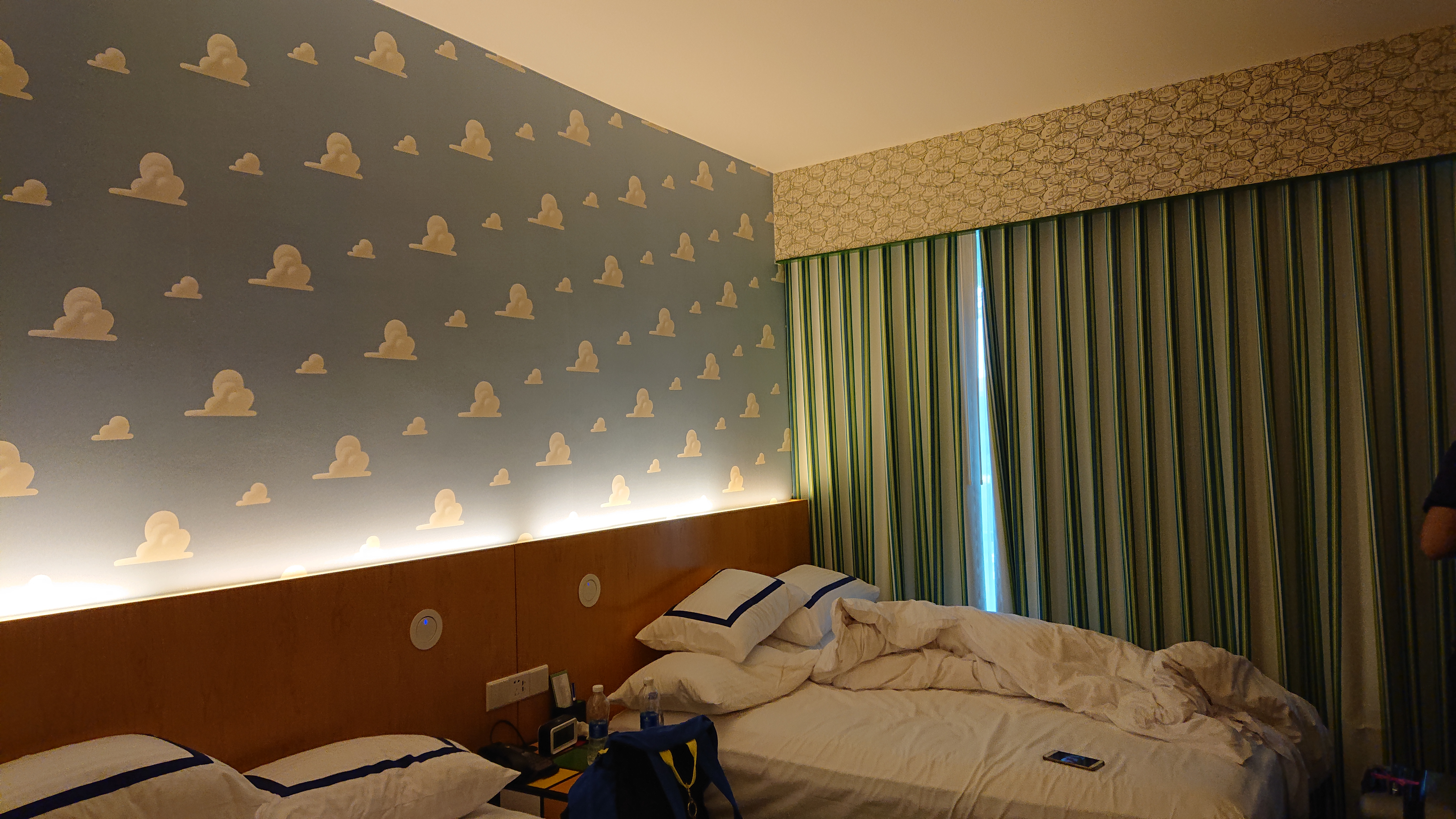
상하이 토이 스토리 호텔 객실